# Klaeng Municipality Stadium
Das Klaeng Municipality Stadium ist ein Mehrzweckstadion in Rayong in der Provinz Rayong, Thailand. Es wird   hauptsächlich für Fußballspiele genutzt und war das Heimstadion vom Drittligisten Marines Eureka Football Club. Das Stadion hat eine Kapazität von 2000 Personen. Eigentümer und Betreiber des Stadions ist die Klaeng Municipality.

## Nutzer des Stadions
| Verein            | Zeitraum der Nutzung |
| ----------------- | -------------------- |
| Marines Eureka FC | 2016 bis 2018        |